# Annemiek van Vleuten
Annemiek Adriana van Vleuten (ur. 8 października 1982 w Utrecht) – holenderska kolarka szosowa i torowa, mistrzyni olimpijska w jeździe indywidualnej na czas (2020), mistrzyni świata w jeździe indywidualnej na czas (2017, 2018) oraz w wyścigu ze startu wspólnego (2019, 2022), zdobywczyni Pucharu Świata w kolarstwie szosowym (2011).

## Kariera
Pierwsze sukcesy w karierze Annemiek van Vleuten osiągnęła w 2008, kiedy zdobyła srebrny medal w indywidualnej jeździe na czas oraz brązowy w wyścigu ze startu wspólnego na uniwersyteckich mistrzostwach świata w kolarstwie. Pierwszy medal w kategorii elite wywalczyła podczas szosowych mistrzostw świata we Florencji w 2013, gdzie w barwach zespołu Team Specialized–lululemon zdobyła srebrny medal w drużynowej jeździe na czas. Ponadto w sezonie 2011 zwyciężyła w klasyfikacji generalnej Pucharu Świata kobiet w kolarstwie szosowym. Wyprzedziła wtedy bezpośrednio swą rodaczkę Marianne Vos oraz Szwedkę Emmę Johansson. Ponadto wygrała między innymi Ronde van Drenthe w 2010 oraz Ronde van Vlaanderen voor Vrouwen rok później.
W latach 2014–2016 występowała w barwach drużyny Rabobank-Liv oraz Bigla; w 2016 zmieniła barwy klubowe na Orica-AIS. W 2021 rozpoczęła występy w  drużynie Movistar Team.
W 2012 wystartowała w wyścigu ze startu wspólnego podczas Igrzysk Olimpijskich w Londynie, kończąc rywalizację na czternastej pozycji.
W 2016 w trakcie Igrzysk Olimpijskich w Rio de Janeiro wskutek upadku nie ukończyła wyścigu ze startu wspólnego. 
W 2017 wygrała m.in. wyścig Cadel Evans Great Ocean Road Race Women oraz La Course by Le Tour de France. W 2019 i 2020 wygrała Giro Rosa.
W 2021 podczas Igrzysk Olimpijskich w Tokio zdobyła złoty medal w jeździe indywidualnej na czas oraz srebrny medal w wyścigu ze startu wspólnego.

## Osiągnięcia
Opracowano na podstawie:

2019
- 1. miejsce w Strade Bianche Donne
- 2. miejsce w Ronde van Vlaanderen
- 2. miejsce w Amstel Gold Race
- 2. miejsce w La Flèche Wallonne Féminine
- 1. miejsce w Liège-Bastogne-Liège Femmes
- 1. miejsce w mistrzostwach Holandii (jazda ind. na czas)
- 1. miejsce w Giro Rosa
  - 1. miejsce w klasyfikacji punktowej i górskiej
  - 1. miejsce na 5. i 6. etapie
- 1. miejsce na prologu Holland Ladies Tour
- 3. miejsce w mistrzostwach świata (jazda ind. na czas)
- 1. miejsce w mistrzostwach świata (start wspólny)

2020
- 1. miejsce w Omloop Het Nieuwsblad
- 1. miejsce w Emakumeen Nafarroako Klasikoa
- 1. miejsce w Clasica Femenina Navarra
- 1. miejsce w Durango-Durango Emakumeen Saria
- 1. miejsce w Strade Bianche Donne
- 2. miejsce w mistrzostwach Holandii (start wspólny)
- 1. miejsce w mistrzostwach Europy (start wspólny)
- 1. miejsce na 2. etapie Giro Rosa
- 2. miejsce w mistrzostwach świata (start wspólny)

2021
- 1. miejsce w Dwars door Vlaanderen
- 1. miejsce w Ronde van Vlaanderen
- 3. miejsce w Amstel Gold Race
- 2. miejsce w Liège-Bastogne-Liège Femmes
- 1. miejsce w Setmana Ciclista Valenciana
  - 1. miejsce na 1. etapie
- 1. miejsce w Emakumeen Nafarroako Klasikoa
- 3. miejsce w Clasica Femenina Navarra
- 2. miejsce w Gran Premio Ciudad de Eibar
- 2. miejsce w Durango-Durango Emakumeen Saria
- 1. miejsce igrzyskach olimpijskich (jazda ind. na czas)
- 2. miejsce igrzyskach olimpijskich (start wspólny)
- 1. miejsce w Clásica de San Sebastián
- 1. miejsce w Ladies Tour of Norway
  - 1. miejsce na 3. etapie
- 1. miejsce w Challenge by La Vuelta
  - 1. miejsce na 2. i 3. etapie
- 3. miejsce w mistrzostwach świata (jazda ind. na czas)
- 2. miejsce w mistrzostwach świata (mieszana jazda druż. na czas)

2022
- 1. miejsce w Setmana Ciclista Valenciana
  - 1. miejsce na 3. etapie
- 1. miejsce w Omloop Het Nieuwsblad
- 2. miejsce w Strade Bianche Donne
- 2. miejsce w Ronde van Vlaanderen
- 2. miejsce w La Flèche Wallonne Féminine
- 1. miejsce w Liège-Bastogne-Liège Femmes
- 1. miejsce w Giro d’Italia Donne
  - 1. miejsce w klasyfikacji punktowej
  - 1. miejsce na 3. i 7. etapie
- 1. miejsce Tour de France Femmes
  - 1. miejsce na 7. i 8. etapie
- 1. miejsce w Challenge by La Vuelta
  - 1. miejsce na 2. etapie
- 1. miejsce w mistrzostwach świata (start wspólny)
- 2. miejsce w Tour de Romandie Féminin

2023
- 1. miejsce w La Vuelta Femenina
- 3. miejsce w mistrzostwach Holandii (jazda ind. na czas)
- 1. miejsce w Scheldeprijs
- 1. miejsce w Giro d’Italia Women
  - 1. miejsce na 2., 6. i 7. etapie
- 1. miejsce w Tour of Scandinavia

## Rankingi
| Rok            | 2008 | 2009 | 2010 | 2011 | 2012 | 2013 | 2014 | 2015 | 2016 | 2017 | 2018 | 2019 | 2020 | 2021 | 2022 | 2023 |
| -------------- | ---- | ---- | ---- | ---- | ---- | ---- | ---- | ---- | ---- | ---- | ---- | ---- | ---- | ---- | ---- | ---- |
| Ranking UCI    | 88.  | 140. | 6.   | 5.   | 7.   | 15.  | 17.  | 17.  | 13.  | 1.   | 1.   | 3.   | 3.   | 1.   | 1.   | 5.   |
| Puchar Świata  | -    | 39.  | 6.   | 1.   | 54.  | 6.   | 11.  | 10.  |      |      |      |      |      |      |      |      |
| UCI World Tour |      |      |      |      |      |      |      |      | 23.  | 2.   | 1.   | 2.   | 7.   | 1.   | 1.   | 2.   |
|                |      |      |      |      |      |      |      |      |      |      |      |      |      |      |      |      |
| Źródło: UCI    |      |      |      |      |      |      |      |      |      |      |      |      |      |      |      |      |